# Barnsley F.C. mùa giải 2019–20
Mùa giải 2019-20 là mùa giải đầu tiên Barnsley trở lại EFL Championship kể từ mùa giải 2017-18. Bên cạnh Championship, đội cũng tham gia Cúp FA và Cúp EFL. Mùa giải kéo dài từ ngày 1 tháng 7 năm 2019 đến ngày 20 tháng 7 năm 2020.

## Đội hình
Tính đến 18 tháng 6 năm 2019
| Số       | Tên                    | Vị trí  | Q.tịch      | Nơi sinh             | Tuổi    | Số trận | Bàn thắng | Ký hợp đồng từ       | Ngày ký hợp đồng    | Phí           | Hết hợp đồng |
| Thủ môn  | Thủ môn                | Thủ môn | Thủ môn     | Thủ môn              | Thủ môn | Thủ môn | Thủ môn   | Thủ môn              | Thủ môn             | Thủ môn       | Thủ môn      |
| -------- | ---------------------- | ------- | ----------- | -------------------- | ------- | ------- | --------- | -------------------- | ------------------- | ------------- | ------------ |
| 1        | Samuel Şahin-Radlinger | GK      | Áo          | Ried                 | 27      | 17      | 0         | Hannover 96          | 1 tháng 7 năm 2019  | Không tiết lộ | 2020         |
| 13       | Jack Walton            | GK      | Anh         | Bury                 | 22      | 18      | 0         | Học viện             | 1 tháng 7 năm 2015  | Thực tập sinh | 2021         |
| 40       | Bradley Collins        | GK      | Anh         | Southampton          | 23      | 23      | 0         | Chelsea              | 1 tháng 7 năm 2019  | Miễn phí      | 2023         |
| Hậu vệ   |                        |         |             |                      |         |         |           |                      |                     |               |              |
| 2        | Jordan Williams        | RB      | Anh         | Huddersfield         | 20      | 49      | 1         | Huddersfield Town    | 8 tháng 8 năm 2018  | Không tiết lộ | 2022         |
| 3        | Ben Williams           | LB      | Wales       |                      | 21      | 36      | 0         | Blackburn Rovers     | 1 tháng 7 năm 2017  | Miễn phí      | 2022         |
| 5        | Bambo Diaby            | CB      | Sénégal     |                      | 22      | 21      | 1         | Lokeren              | 5 tháng 7 năm 2019  | Không tiết lộ | 2023         |
| 6        | Mads Juel Andersen     | CB      | Đan Mạch    | Albertslund          | 22      | 40      | 0         | AC Horsens           | 1 tháng 7 năm 2019  | Không tiết lộ | 2023         |
| 14       | Kilian Ludewig         | RB      | Đức         |                      | 20      | 19      | 0         | FC Red Bull Salzburg | 9 tháng 1 năm 2020  | Cho mượn      | 2020         |
| 18       | Michael Sollbauer      | CB      | Áo          | Klein Sankt Paul     | 30      | 19      | 0         | Wolfsberger AC       | 24 tháng 1 năm 2020 | Không tiết lộ | 2022         |
| 21       | Toby Sibbick           | RB      | Anh         | Isleworth            | 21      | 18      | 0         | AFC Wimbledon        | 2 tháng 7 năm 2019  | Không tiết lộ | 2023         |
| 22       | Clarke Oduor           | LB/LM   | Kenya       | Siaya                | 21      | 19      | 1         | Leeds United         | 8 tháng 8 năm 2019  | Không tiết lộ | 2023         |
| 23       | Daniel Pinillos        | LB      | Tây Ban Nha | Logroño              | 27      | 52      | 0         | Córdoba              | 19 tháng 1 năm 2018 | Không tiết lộ | 2020         |
| 24       | Aapo Halme             | CB      | Phần Lan    | Helsinki             | 22      | 35      | 4         | Leeds United         | 3 tháng 7 năm 2019  | Không tiết lộ | 2022         |
| Tiền vệ  |                        |         |             |                      |         |         |           |                      |                     |               |              |
| 4        | Kenneth Dougall        | DM      | Úc          | Brisbane             | 27      | 42      | 0         | Sparta Rotterdam     | 27 tháng 7 năm 2018 | Không tiết lộ | 2020         |
| 10       | Mike-Steven Bähre      | AM      | Đức         | Garbsen              | 24      | 69      | 3         | Hannover 96          | 1 tháng 7 năm 2019  | Không tiết lộ | 2022         |
| 14       | Jared Bird             | CM      | Anh         | Nottingham           | 22      | 8       | 0         | Học viện             | 1 tháng 7 năm 2017  | Thực tập sinh | 2020         |
| 16       | Luke Thomas            | RW      | Anh         | Soudley              | 21      | 42      | 2         | Derby County         | 1 tháng 7 năm 2019  | Không tiết lộ | 2023         |
| 17       | Marcel Ritzmaier       | CM      | Áo          | Judenburg            | 27      | 17      | 0         | Wolfsberger AC       | 6 tháng 1 năm 2020  | Không tiết lộ | 2022         |
| 20       | Callum Styles          | AM      | Anh         | Bury                 | 20      | 25      | 1         | Bury                 | 6 tháng 8 năm 2018  | Không tiết lộ | 2022         |
| 27       | Alex Mowatt            | CM      | Anh         | Doncaster            | 25      | 110     | 12        | Leeds United         | 31 tháng 1 năm 2017 | £600.000      | 2021         |
| 28       | Elliot Simões          | LW      | Bồ Đào Nha  |                      | 29      | 18      | 2         | United of Manchester | 21 tháng 1 năm 2019 | Không tiết lộ | 2023         |
| Tiền đạo |                        |         |             |                      |         |         |           |                      |                     |               |              |
| 7        | Jacob Brown            | ST      | Anh         | Halifax              | 21      | 82      | 12        | Học viện             | 1 tháng 7 năm 2016  | Thực tập sinh | 2022         |
| 9        | Cauley Woodrow         | CF      | Anh         | Hemel Hempstead      | 25      | 77      | 34        | Fulham               | 3 tháng 1 năm 2019  | Không tiết lộ | 2022         |
| 11       | Conor Chaplin          | CF      | Anh         | Woking               | 23      | 47      | 14        | Coventry City        | 19 tháng 7 năm 2019 | Không tiết lộ | 2023         |
| 15       | Jordan Green           | RW/CF   | Anh         | New Cross            | 25      | 12      | 1         | Yeovil Town          | 18 tháng 1 năm 2018 | Không tiết lộ | 2021         |
| 19       | Patrick Schmidt        | CF      | Áo          | Eisenstadt           | 21      | 28      | 3         | Admira Wacker        | 8 tháng 8 năm 2019  | Không tiết lộ | 2023         |
| 25       | George Miller          | CF      | Anh         | Bolton               | 21      | 2       | 0         | Middlesbrough        | 31 tháng 1 năm 2019 | £200.000      | 2022         |
| 26       | Mamadou Thiam          | ST      | Sénégal     | Aubervilliers        | 25      | 92      | 8         | Dijon                | 11 tháng 8 năm 2017 | £900.000      | 2020         |
| 29       | Victor Adeboyejo       | ST      | Nigeria     | Ibadan               | 22      | 31      | 4         | Leyton Orient        | 4 tháng 11 năm 2017 | Miễn phí      | 2021         |
| Cho mượn |                        |         |             |                      |         |         |           |                      |                     |               |              |
| 8        | Cameron McGeehan       | CM      | Anh         | Kingston upon Thames | 25      | 67      | 9         | Luton Town           | 23 tháng 6 năm 2017 | £990.000      | 2021         |

Số trận và bàn thắng chính xác tính đến ngày 22 tháng 7 năm 2020.

### Thống kê

#### Số trận & bàn thắng
Tính đến 22 tháng 7 năm 2020
| 1                          | TM | Áo          | Samuel Şahin-Radlinger | 17 | 0  | 17+0  | 0  | 0+0 | 0 | 0+0 | 0 |
| 2                          | HV | Anh         | Jordan Williams        | 34 | 0  | 30+1  | 0  | 2+0 | 0 | 1+0 | 0 |
| 3                          | HV | Wales       | Ben Williams           | 21 | 0  | 15+5  | 0  | 0+1 | 0 | 0+0 | 0 |
| 4                          | TV | Úc          | Kenneth Dougall        | 14 | 0  | 9+3   | 0  | 1+1 | 0 | 0+0 | 0 |
| 5                          | HV | Sénégal     | Bambo Diaby            | 21 | 1  | 20+0  | 1  | 1+0 | 0 | 0+0 | 0 |
| 6                          | HV | Đan Mạch    | Mads Juel Andersen     | 40 | 0  | 36+1  | 0  | 2+0 | 0 | 1+0 | 0 |
| 7                          | TĐ | Anh         | Jacob Brown            | 41 | 4  | 38+1  | 3  | 2+0 | 1 | 0+0 | 0 |
| 9                          | TĐ | Anh         | Cauley Woodrow         | 42 | 15 | 37+3  | 14 | 1+0 | 1 | 1+0 | 0 |
| 10                         | TV | Đức         | Mike-Steven Bähre      | 27 | 1  | 20+6  | 1  | 0+0 | 0 | 0+1 | 0 |
| 11                         | TĐ | Anh         | Conor Chaplin          | 47 | 14 | 36+8  | 12 | 2+0 | 2 | 1+0 | 0 |
| 13                         | TM | Anh         | Jack Walton            | 9  | 0  | 9+0   | 0  | 0+0 | 0 | 0+0 | 0 |
| 14                         | HV | Đức         | Kilian Ludewig         | 19 | 0  | 13+6  | 0  | 0+0 | 0 | 0+0 | 0 |
| 15                         | TĐ | Anh         | Jordan Green           | 2  | 0  | 0+2   | 0  | 0+0 | 0 | 0+0 | 0 |
| 16                         | TV | Anh         | Luke Thomas            | 41 | 2  | 23+15 | 1  | 2+0 | 1 | 0+1 | 0 |
| 17                         | TV | Áo          | Marcel Ritzmaier       | 17 | 0  | 13+3  | 0  | 1+0 | 0 | 0+0 | 0 |
| 18                         | HV | Áo          | Michael Sollbauer      | 19 | 0  | 18+0  | 0  | 1+0 | 0 | 0+0 | 0 |
| 19                         | TĐ | Áo          | Patrick Schmidt        | 28 | 3  | 2+25  | 3  | 0+1 | 0 | 0+0 | 0 |
| 20                         | TV | Anh         | Callum Styles          | 18 | 1  | 5+12  | 1  | 0+0 | 0 | 1+0 | 0 |
| 21                         | HV | Anh         | Toby Sibbick           | 18 | 0  | 17+1  | 0  | 0+0 | 0 | 0+0 | 0 |
| 22                         | HV | Kenya       | Clarke Oduor           | 18 | 1  | 12+4  | 1  | 2+0 | 0 | 0+0 | 0 |
| 23                         | HV | Tây Ban Nha | Daniel Pinillos        | 5  | 0  | 2+2   | 0  | 0+0 | 0 | 1+0 | 0 |
| 24                         | HV | Phần Lan    | Aapo Halme             | 35 | 4  | 27+6  | 4  | 1+0 | 0 | 1+0 | 0 |
| 25                         | TĐ | Anh         | George Miller          | 2  | 0  | 0+1   | 0  | 0+0 | 0 | 0+1 | 0 |
| 26                         | TĐ | Sénégal     | Mamadou Thiam          | 9  | 0  | 3+5   | 0  | 0+0 | 0 | 1+0 | 0 |
| 27                         | TV | Anh         | Alex Mowatt            | 45 | 2  | 43+0  | 2  | 1+1 | 0 | 0+0 | 0 |
| 28                         | TĐ | Bồ Đào Nha  | Elliot Simões          | 18 | 2  | 6+11  | 2  | 1+0 | 0 | 0+0 | 0 |
| 33                         | TV | Anh         | Matty Wolfe            | 1  | 0  | 0+1   | 0  | 0+0 | 0 | 0+0 | 0 |
| 40                         | TM | Anh         | Bradley Collins        | 23 | 0  | 20+0  | 0  | 2+0 | 0 | 1+0 | 0 |
| 41                         | TV | Anh         | Romal Palmer           | 3  | 0  | 3+0   | 0  | 0+0 | 0 | 0+0 | 0 |
| Cầu thủ cho mượn:          |    |             |                        |    |    |       |    |     |   |     |   |
| 8                          | TV | Anh         | Cameron McGeehan       | 13 | 2  | 10+2  | 2  | 0+0 | 0 | 1+0 | 0 |
| Players who left the club: |    |             |                        |    |    |       |    |     |   |     |   |
| 12                         | HV | Guadeloupe  | Dimitri Cavaré         | 10 | 0  | 10+0  | 0  | 0+0 | 0 | 0+0 | 0 |
| 36                         | TĐ | Anh         | Mallik Wilks           | 16 | 1  | 8+7   | 1  | 0+0 | 0 | 1+0 | 0 |

#### Số liệu kỉ luật
Tính đến 22 tháng 7 năm 2020
| Thứ hạng  | Số        | Q.tịch     | Vị trí    | Tên                | Championship | Championship                              | Championship | Cúp FA   | Cúp FA                                    | Cúp FA | Cúp Liên đoàn | Cúp Liên đoàn                             | Cúp Liên đoàn | Tổng cộng | Tổng cộng                                 | Tổng cộng |
| Thứ hạng  | Số        | Q.tịch     | Vị trí    | Tên                | Thẻ vàng     | Thẻ vàng · Thẻ vàng-đỏ (thẻ đỏ gián tiếp) | Thẻ đỏ       | Thẻ vàng | Thẻ vàng · Thẻ vàng-đỏ (thẻ đỏ gián tiếp) | Thẻ đỏ | Thẻ vàng      | Thẻ vàng · Thẻ vàng-đỏ (thẻ đỏ gián tiếp) | Thẻ đỏ        | Thẻ vàng  | Thẻ vàng · Thẻ vàng-đỏ (thẻ đỏ gián tiếp) | Thẻ đỏ    |
| --------- | --------- | ---------- | --------- | ------------------ | ------------ | ----------------------------------------- | ------------ | -------- | ----------------------------------------- | ------ | ------------- | ----------------------------------------- | ------------- | --------- | ----------------------------------------- | --------- |
| 1         | 6         | Đan Mạch   | CB        | Mads Juel Andersen | 9            | 0                                         | 0            | 0        | 0                                         | 0      | 1             | 0                                         | 0             | 10        | 0                                         | 0         |
| 1         | 24        | Phần Lan   | CB        | Aapo Halme         | 10           | 0                                         | 0            | 0        | 0                                         | 0      | 0             | 0                                         | 0             | 10        | 0                                         | 0         |
| 3         | 5         | Sénégal    | CB        | Bambo Diaby        | 8            | 0                                         | 0            | 1        | 0                                         | 0      | 0             | 0                                         | 0             | 9         | 0                                         | 0         |
| 4         | 27        | Anh        | CM        | Alex Mowatt        | 8            | 0                                         | 0            | 0        | 0                                         | 0      | 0             | 0                                         | 0             | 8         | 0                                         | 0         |
| 5         | 2         | Anh        | RB        | Jordan Williams    | 5            | 0                                         | 0            | 1        | 0                                         | 0      | 0             | 0                                         | 0             | 6         | 0                                         | 0         |
| 6         | 9         | Anh        | CF        | Cauley Woodrow     | 5            | 0                                         | 0            | 0        | 0                                         | 0      | 0             | 0                                         | 0             | 5         | 0                                         | 0         |
| 6         | 11        | Anh        | CF        | Conor Chaplin      | 5            | 0                                         | 0            | 0        | 0                                         | 0      | 0             | 0                                         | 0             | 5         | 0                                         | 0         |
| 6         | 16        | Anh        | RW        | Luke Thomas        | 5            | 0                                         | 0            | 0        | 0                                         | 0      | 0             | 0                                         | 0             | 5         | 0                                         | 0         |
| 6         | 18        | Áo         | CB        | Michael Sollbauer  | 5            | 0                                         | 0            | 0        | 0                                         | 0      | 0             | 0                                         | 0             | 5         | 0                                         | 0         |
| 6         | 36        | Anh        | LW        | Mallik Wilks       | 5            | 0                                         | 0            | 0        | 0                                         | 0      | 0             | 0                                         | 0             | 5         | 0                                         | 0         |
| 11        | 3         | Wales      | LB        | Ben Williams       | 3            | 0                                         | 1            | 0        | 0                                         | 0      | 0             | 0                                         | 0             | 3         | 0                                         | 1         |
| 11        | 7         | Anh        | RW        | Jacob Brown        | 4            | 0                                         | 0            | 0        | 0                                         | 0      | 0             | 0                                         | 0             | 4         | 0                                         | 0         |
| 11        | 8         | Anh        | CM        | Cameron McGeehan   | 4            | 0                                         | 0            | 0        | 0                                         | 0      | 0             | 0                                         | 0             | 4         | 0                                         | 0         |
| 11        | 10        | Đức        | AM        | Mike-Steven Bähre  | 3            | 0                                         | 0            | 0        | 0                                         | 0      | 1             | 0                                         | 0             | 4         | 0                                         | 0         |
| 15        | 4         | Úc         | DM        | Kenneth Dougall    | 3            | 0                                         | 0            | 0        | 0                                         | 0      | 0             | 0                                         | 0             | 3         | 0                                         | 0         |
| 15        | 12        | Guadeloupe | RB        | Dimitri Cavaré     | 3            | 0                                         | 0            | 0        | 0                                         | 0      | 0             | 0                                         | 0             | 3         | 0                                         | 0         |
| 15        | 21        | Anh        | RB        | Toby Sibbick       | 3            | 0                                         | 0            | 0        | 0                                         | 0      | 0             | 0                                         | 0             | 3         | 0                                         | 0         |
| 18        | 20        | Anh        | AM        | Callum Styles      | 1            | 0                                         | 0            | 0        | 0                                         | 0      | 1             | 0                                         | 0             | 2         | 0                                         | 0         |
| 18        | 28        | Bồ Đào Nha | LW        | Elliot Simões      | 2            | 0                                         | 0            | 0        | 0                                         | 0      | 0             | 0                                         | 0             | 2         | 0                                         | 0         |
| 20        | 40        | Anh        | GK        | Bradley Collins    | 1            | 0                                         | 0            | 0        | 0                                         | 0      | 0             | 0                                         | 0             | 1         | 0                                         | 0         |
| Tổng cộng | Tổng cộng | Tổng cộng  | Tổng cộng | Tổng cộng          | 92           | 0                                         | 1            | 2        | 0                                         | 0      | 3             | 0                                         | 0             | 97        | 0                                         | 1         |

## Trước mùa giải
The Reds công bố các trận giao hữu trước mùa giải gặp Stalybridge Celtic, Toulon, VfL Bochum, Arminia Bielefeld và Sheffield United.
| 3 tháng 7 năm 2019 Giao hữu | Stalybridge Celtic | 0–5      | Barnsley                                               | Stalybridge              |  |
| 19:45 BST                   |                    | Chi tiết | Mowatt 18' · Woodrow 20', 40' · Green 45' · Styles 71' | Sân vận động: Bower Fold |  |

| 9 tháng 7 năm 2019 Giao hữu | Toulon | 2–4      | Barnsley                           | Toulon, Pháp                             |  |
| 19:00 CEST                  |        | Chi tiết | Woodrow 2', 27', 45+1' · Bähre 37' | Sân vận động: Sân vận động Bon Rencontre |  |

| 17 tháng 7 năm 2019 Giao hữu | VfL Bochum   | 1-2      | Barnsley                 | Bochum, Đức                       |  |
| 19:00 CEST                   | Weilandt 88' | Chi tiết | Woodrow 35' · Miller 86' | Sân vận động: Vonovia Ruhrstadion |  |

| 20 tháng 7 năm 2019 Giao hữu | Arminia Bielefeld        | 2–3      | Barnsley                             | Bielefeld, Đức            |  |
| 15:30 CEST                   | Klos 9' · Voglsammer 77' | Chi tiết | Wilks 23' · Woodrow 28' · Thomas 66' | Sân vận động: SchücoArena |  |

| 27 tháng 7 năm 2019 Giao hữu | Barnsley     | 1–4      | Sheffield United                                 | Barnsley              |  |
| 12:00 BST                    | McGeehan 54' | Chi tiết | Osborn 20' · Robinson 57', 74' · Miễn phíman 89' | Sân vận động: Oakwell |  |

## Giải đấu

### Championship

#### Bảng xếp hạng
Bản mẫu:Bảng xếp hạng EFL Championship 2019-20

#### Tóm tắt kết quả
| Tổng thể | Tổng thể | Tổng thể | Tổng thể | Tổng thể | Tổng thể | Tổng thể | Tổng thể | Sân nhà | Sân nhà | Sân nhà | Sân nhà | Sân nhà | Sân nhà | Sân khách | Sân khách | Sân khách | Sân khách | Sân khách | Sân khách |
| ST       | T        | H        | B        | BT       | BB       | HS       | Đ        | T       | H       | B       | BT      | BB      | HS      | T         | H         | B         | BT        | BB        | HS        |
| -------- | -------- | -------- | -------- | -------- | -------- | -------- | -------- | ------- | ------- | ------- | ------- | ------- | ------- | --------- | --------- | --------- | --------- | --------- | --------- |
| 46       | 12       | 13       | 21       | 49       | 69       | −20      | 49       | 7       | 9       | 7       | 29      | 33      | −4      | 5         | 4         | 14        | 20        | 36        | −16       |

Cập nhật lần cuối: 22 tháng 7 năm 2020.

Nguồn: Statto.com

#### Kết quả theo vòng đấu
| Vòng đấu | 1 | 2  | 3  | 4  | 5  | 6  | 7  | 8  | 9  | 10 | 11 | 12 | 13 | 14 | 15 | 16 | 17 | 18 | 19 | 20 | 21 | 22 | 23 | 24 | 25 | 26 | 27 | 28 | 29 | 30 | 31 | 32 | 33 | 34 | 35 | 36 | 37 | 38 | 39 | 40 | 41 | 42 | 43 | 44 | 45 | 46 |
| -------- | - | -- | -- | -- | -- | -- | -- | -- | -- | -- | -- | -- | -- | -- | -- | -- | -- | -- | -- | -- | -- | -- | -- | -- | -- | -- | -- | -- | -- | -- | -- | -- | -- | -- | -- | -- | -- | -- | -- | -- | -- | -- | -- | -- | -- | -- |
| Sân      | H | A  | H  | A  | H  | A  | H  | A  | H  | H  | A  | H  | A  | A  | H  | H  | A  | A  | H  | A  | H  | H  | A  | H  | A  | A  | H  | A  | H  | A  | H  | H  | A  | H  | A  | A  | H  | A  | H  | H  | A  | A  | H  | A  | H  | A  |
| Kết quả  | W | L  | D  | L  | L  | D  | L  | L  | L  | D  | L  | D  | D  | L  | D  | L  | L  | L  | W  | L  | D  | W  | W  | D  | D  | L  | W  | L  | L  | L  | D  | L  | W  | W  | W  | L  | L  | W  | D  | W  | L  | D  | D  | L  | W  | W  |
| Thứ hạng | 7 | 15 | 14 | 17 | 21 | 21 | 22 | 22 | 22 | 22 | 23 | 24 | 24 | 24 | 23 | 24 | 24 | 24 | 24 | 24 | 24 | 24 | 22 | 23 | 22 | 23 | 22 | 22 | 22 | 23 | 23 | 24 | 24 | 23 | 23 | 23 | 24 | 23 | 24 | 23 | 23 | 23 | 24 | 24 | 23 | 21 |

#### Trận đấu
Vào thứ Năm, 20 tháng 6 năm 2019, lịch thi đấu EFL Championship được công bố.
| 3 tháng 8 năm 2019 1 | Barnsley                                          | 1-0      | Fulham          | Barnsley                                                            |  |
| 15:00 BST            | Thomas 13' · Mowatt 44' · Diaby 54' · Wilks 90+4' | Chi tiết | Le Marchand 32' | Sân vận động: Oakwell Lượng khán giả: 14,823 Trọng tài: Andy Davies |  |

| 10 tháng 8 năm 2019 2 | Sheffield Wednesday                   | 2-0      | Barnsley     | Owlerton                                                                     |  |
| 15:00 BST             | Murphy 2' · Börner 50' · Fletcher 60' | Chi tiết | McGeehan 90' | Sân vận động: Hillsborough Lượng khán giả: 28,028 Trọng tài: Tony Harrington |  |

| 17 tháng 8 năm 2019 3 | Barnsley                                                             | 2-2      | Charlton Athletic                                                              | Barnsley                                                             |  |
| 15:00 BST             | Woodrow 34' 69' · Chaplin 48' · Wilks 53' · Thomas 61' · Diaby 90+5' | Chi tiết | Oshilaja 27' · Gallagher 40' · Taylor 89' (ph.đ.) · Aneke 90+3' · Cullen 90+4' | Sân vận động: Oakwell Lượng khán giả: 13.006 Trọng tài: Matt Donohue |  |

| 20 tháng 8 năm 2019 4 | Birmingham City                  | 2-0      | Barnsley     | Bordesley                                                                                             |  |
| 19:45 BST             | Jutkiewicz 69' · Giménez 71' 77' | Chi tiết | Andersen 40' | Sân vận động: St. Andrew's Trillion Trophy Stadium Lượng khán giả: 20,061 Trọng tài: Geoff Eltringham |  |

| 24 tháng 8 năm 2019 5 | Barnsley                              | 1–3      | Luton Town                                             | Barnsley                                                               |  |
| 15:00 BST             | Diaby 41' · Bähre 56' · Wilks 72' 77' | Chi tiết | Butterfield 2' · Collins 5' · Cornick 31' · LuaLua 44' | Sân vận động: Oakwell Lượng khán giả: 13,250 Trọng tài: Stephen Martin |  |

| 31 tháng 8 năm 2019 6 | Wigan Athletic | 0-0      | Barnsley                                                                 | Wigan                                                                        |  |
| 15:00 BST             | Williams 57'   | Chi tiết | Halme 10' · Andersen 39' · Wilks 47' · Williams 85' 90+1' · Cavaré 90+6' | Sân vận động: Sân vận động DW Lượng khán giả: 23,792 Trọng tài: Andy Woolmer |  |

| 15 tháng 9 năm 2019 8 | Barnsley    | 0-2      | Leeds United                    | Barnsley                                      |  |
| 12:30 BST             | Sibbick 38' | Chi tiết | Nketiah 84' · Klich 89' (ph.đ.) | Sân vận động: Oakwell Trọng tài: Keith Stroud |  |

| 21 tháng 9 năm 2019 8 | Nottingham Forest                   | 1-0      | Barnsley                                 | West Bridgford                                                                 |  |
| 15:00 BST             | Cash 24' · Watson 56' · Samba 90+1' | Chi tiết | Williams 29' · Halme 52' · Chaplin 90+1' | Sân vận động: The City Ground Lượng khán giả: 29,202 Trọng tài: Jarred Gillett |  |

| 29 tháng 9 năm 2019 9       | Barnsley   | 1–3      | Brentford             | Barnsley                                                           |  |
| 13:30 BST                   | Woodrow 1' | Chi tiết | Watkins 35', 46', 68' | Sân vận động: Oakwell Lượng khán giả: 12,188 Trọng tài: David Webb |  |
| Ghi chú: Live on Sky Sports |            |          |                       |                                                                    |  |

| 2 tháng 10 năm 2019 10 | Barnsley                                             | 2-2      | Derby County                       | Barnsley                                                                |  |
| 19:45 BST              | Halme 13' · Sibbick 74' · Thomas 85' · Chaplin 90+4' | Chi tiết | Martin 34' · Huddlestone 43' (pen) | Sân vận động: Oakwell Lượng khán giả: 13,634 Trọng tài: Tony Harrington |  |

| 5 tháng 10 năm 2019 11 | Preston North End                                                         | 5-1      | Barnsley                                    | Preston                                                             |  |
| 15:00 BST              | Johnson 31', 61' · Barkhuizen 50' · Pearson 63' · Browne 67' · Harrop 77' | Chi tiết | McGeehan 27' 43' · Williams 65' · Wilks 67' | Sân vận động: Deepdale Lượng khán giả: 12,431 Trọng tài: Gavin Ward |  |

| 19 tháng 10 năm 2019 12 | Barnsley               | 1-1      | Swansea City         | Barnsley                                                             |  |
| 15:00 BST               | Mowatt 70' · Halme 77' | Chi tiết | Ayew 67' · Byers 73' | Sân vận động: Oakwell Lượng khán giả: 12,424 Trọng tài: Andy Woolmer |  |

| 22 tháng 10 năm 2019 13 | West Bromwich Albion                                                        | 2-2      | Barnsley | West Bromwich                                                             |  |
| 20:00 BST               | Furlong 40' · Sawyers 42' · Diaby 68' (l.n.) · Pereira 81' · Townsend 90+5' | Chi tiết | Woodrow 18', 24' · Brown 22' · Andersen 32' · Dougall 60' · Cavaré 74' · Collins 77' · Chaplin 84' · McGeehan 85' · Mowatt 90+3' | Sân vận động: The Hawthorns Lượng khán giả: 22,086 Trọng tài: Darren Bond |  |

| 26 tháng 10 năm 2019 14 | Huddersfield Town             | 2-1      | Barnsley                 | Huddersfield                                                                              |  |
| 15:00 BST               | Schindler 30' 86' · Grant 53' | Chi tiết | Brown 79' · Mowatt 90+4' | Sân vận động: Sân vận động John Smith’s Lượng khán giả: 22,718 Trọng tài: James Linington |  |

| 1 tháng 11 năm 2019 15 | Barnsley                                           | 2-2      | Bristol City               | Barnsley                                                               |  |
| 19:45 GMT              | Diaby 42' · Halme 77' · Thomas 84' · Woodrow 90+4' | Chi tiết | Williams 43' · Weimann 71' | Sân vận động: Oakwell Lượng khán giả: 12,178 Trọng tài: Jarred Gillett |  |

| 9 tháng 11 năm 2019 16 | Barnsley                                                  | 2–4      | Stoke City                                                   | Barnsley                                                               |  |
| 15:00 GMT              | Halme 45+1' · McGeehan 47' 52' · Cavaré 65' · Schmidt 82' | Chi tiết | Clucas 8', 67' · Gregory 30' (ph.đ.) · Batth 59' · Allen 64' | Sân vận động: Oakwell Lượng khán giả: 14,891 Trọng tài: Jeremy Simpson |  |

| 23 tháng 11 năm 2019 17 | Blackburn Rovers                            | 3-2      | Barnsley                              | Blackburn                                                                  |  |
| 15:00 GMT               | Dack 24', 86' · Gallagher 56' · Downing 69' | Chi tiết | Brown 22' · Chaplin 48' · Woodrow 82' | Sân vận động: Ewood Park Lượng khán giả: 13,781 Trọng tài: Dean Whitestone |  |

| 27 tháng 11 năm 2019 18 | Middlesbrough                                     | 1-0      | Barnsley | Middlesbrough                                                                          |  |
| 19:45 GMT               | Howson 43' · Fletcher 54' · Thắngg 64' · Bola 81' | Chi tiết |          | Sân vận động: Sân vận động Riverside Lượng khán giả: 18,043 Trọng tài: Oliver Langford |  |

| 30 tháng 11 năm 2019 19 | Barnsley                               | 3-1      | Hull City                    | Barnsley                                                            |  |
| 15:00 GMT               | Mowatt 23' · Bähre 75' · Chaplin 90+5' | Chi tiết | Burke 60' · Lewis-Potter 81' | Sân vận động: Oakwell Lượng khán giả: 13,598 Trọng tài: John Brooks |  |

| 7 tháng 12 năm 2019 20 | Cardiff City                                   | 3-2      | Barnsley                                                                                                | Cardiff                                                                                |  |
| 15:00 GMT              | Diaby 20' (l.n.) · Ward 68' · Tomlin 80' 90+4' | Chi tiết | Chaplin 17' · Halme 40' · Peltier 48' (l.n.) · Bähre 62' · Andersen 80' · Williams 90+1' · Mowatt 90+5' | Sân vận động: Sân vận động Cardiff City Lượng khán giả: 21,380 Trọng tài: Paul Tierney |  |

| 11 tháng 12 năm 2019 21 | Barnsley                                | 1-1      | Reading                   | Barnsley                                                             |  |
| 19:45 GMT               | Woodrow 58' · Sibbick 62' · Dougall 81' | Chi tiết | Morrison 45+1' · João 76' | Sân vận động: Oakwell Lượng khán giả: 11,510 Trọng tài: Matt Donohue |  |

| 14 tháng 12 năm 2019 22 | Barnsley                                                                                                   | 5–3      | Queens Park Rangers                                    | Barnsley                                                             |  |
| 15:00 GMT               | Chaplin 7', 18', 52' · Woodrow 60' (ph.đ.) · Thomas 68' · Brown 81' · Diaby 82' · Dougall 84' · Mowatt 85' | Chi tiết | Amos 12', 54' · Chair 81' 90+4' · Wells 85' · Hall 89' | Sân vận động: Oakwell Lượng khán giả: 12,212 Trọng tài: Keith Stroud |  |

| 21 tháng 12 năm 2019 23 | Millwall                                | 1-2      | Barnsley                                                                         | Bermondsey                                                             |  |
| 15:00 GMT               | Wallace 75' · O'Brien 85' · Molumby 88' | Chi tiết | Andersen 23' · Chaplin 39' · Woodrow 82' · Diaby 85' · Halme 86' · Schmidt 90+4' | Sân vận động: The Den Lượng khán giả: 12,682 Trọng tài: Jarred Gillett |  |

| 26 tháng 12 năm 2019 24 | Barnsley              | 1-1      | West Bromwich Albion                               | Barnsley                                                                |  |
| 15:00 GMT               | Diaby 11' · Halme 90' | Chi tiết | Krovinović 5' 63' · Robson-Kanu 85' · Hegazi 90+2' | Sân vận động: Oakwell Lượng khán giả: 17,049 Trọng tài: Tony Harrington |  |

| 29 tháng 12 năm 2019 25 | Swansea City | 0-0      | Barnsley                                            | Swansea                                                                             |  |
| 15:00 GMT               | Carroll 38'  | Chi tiết | Mowatt 23' · Andersen 28' · Diaby 49' · Chaplin 90' | Sân vận động: Sân vận động Liberty Lượng khán giả: 17,097 Trọng tài: Antony Coggins |  |

| 2 tháng 1 năm 2020 26 | Derby County                            | 2-1      | Barnsley   | Derby                                                                                   |  |
| 19:45 GMT             | Marriott 45' · Waghorn 57' · Holmes 77' | Chi tiết | Simões 50' | Sân vận động: Sân vận động Pride Park Lượng khán giả: 27,782 Trọng tài: Dean Whitestone |  |

| 11 tháng 1 năm 2020 27 | Barnsley                                          | 2-1      | Huddersfield Town                                                                          | Barnsley                                                             |  |
| 15:00 GMT              | Mowatt 14' · Chaplin 65' · Thomas 68' · Diaby 73' | Chi tiết | Simpson 53' · O'Brien 66' · Chalobah 69' · Bacuna 78' · Hadergjonaj 90+1' · Campbell 90+2' | Sân vận động: Oakwell Lượng khán giả: 17,158 Trọng tài: Simon Hooper |  |

| 18 tháng 1 năm 2020 28 | Bristol City     | 1-0      | Barnsley                 | Ashton Gate                                                                          |  |
| 15:00 GMT              | Eliasson 87' 88' | Chi tiết | Halme 61' · Williams 69' | Sân vận động: Sân vận động Ashton Gate Lượng khán giả: 20,570 Trọng tài: Darren Bond |  |

| 21 tháng 1 năm 2020 29 | Barnsley    | 0–3      | Preston North End                              | Barnsley                                                               |  |
| 19:45 GMT              | Woodrow 83' | Chi tiết | Barkhuizen 19', 45' · Johnson 34' · Harrop 57' | Sân vận động: Oakwell Lượng khán giả: 12,207 Trọng tài: Jeremy Simpson |  |

| 1 tháng 2 năm 2020 30 | Charlton Athletic                     | 2-1      | Barnsley                                                                | Charlton                                                               |  |
| 15:00 GMT             | Taylor 9' · Lockyer 33' · Green 45+2' | Chi tiết | Sollbauer 22' · Andersen 41' · Chaplin 60' · Williams 62' · Woodrow 71' | Sân vận động: The Valley Lượng khán giả: 19,870 Trọng tài: John Brooks |  |

| 8 tháng 2 năm 2020 31 | Barnsley                 | 1-1      | Sheffield Wednesday                     | Barnsley                                                             |  |
| 15:00 GMT             | Woodrow 24' · Styles 80' | Chi tiết | Thắngdass 16' · Da Cruz 87' · Lee 90+2' | Sân vận động: Oakwell Lượng khán giả: 17,789 Trọng tài: Tim Robinson |  |

| 11 tháng 2 năm 2020 32 | Barnsley     | 0-1      | Birmingham City            | Barnsley                                                                |  |
| 19:45 GMT              | Andersen 28' | Chi tiết | Jutkiewicz 68' · Hogan 76' | Sân vận động: Oakwell Lượng khán giả: 12,788 Trọng tài: Dean Whitestone |  |

| 15 tháng 2 năm 2020 33 | Fulham    | 0–3      | Barnsley                                         | Fulham                                                                         |  |
| 15:00 GMT              | Bryan 29' | Chi tiết | Woodrow 24' (ph.đ.), 79' · Halme 26' · Brown 51' | Sân vận động: Craven Cottage Lượng khán giả: 18,516 Trọng tài: James Linington |  |

| 22 tháng 2 năm 2020 34 | Barnsley                              | 1-0      | Middlesbrough | Barnsley                                                                 |  |
| 15:00 GMT              | Chaplin 73' · Woodrow 78' · Bähre 89' | Chi tiết |               | Sân vận động: Oakwell Lượng khán giả: 16,106 Trọng tài: Geoff Eltringham |  |

| 26 tháng 2 năm 2020 35 | Hull City  | 0-1      | Barnsley                | Kingston upon Hull                                                            |  |
| 19:45 GMT              | Irvine 49' | Chi tiết | Halme 41' · Woodrow 42' | Sân vận động: Sân vận động KCOM Lượng khán giả: 10,272 Trọng tài: David Coote |  |

| 29 tháng 2 năm 2020 36 | Reading                    | 2-0      | Barnsley                                  | Reading                                                                         |  |
| 15:00 GMT              | Méïté 17' · Pușcaș 60' 61' | Chi tiết | Mowatt 39' · Williams 42' · Sollbauer 54' | Sân vận động: Madejski Stadium Lượng khán giả: 13,263 Trọng tài: Jeremy Simpson |  |

| 7 tháng 3 năm 2020 37 | Barnsley | 0-2      | Cardiff City              | Barnsley                                                                |  |
| 15:00 GMT             |          | Chi tiết | Vaulks 65' · Paterson 66' | Sân vận động: Oakwell Lượng khán giả: 12,751 Trọng tài: James Linington |  |

| 20 tháng 6 năm 2020 38 | Queens Park Rangers | 0-1      | Barnsley                  | Shepherd's Bush                                                                             |  |
| 15:00 BST |                     | Chi tiết | Simões 7' · Chaplin 90+2' | Sân vận động: Sân vận động Kiyan Prince Foundation Lượng khán giả: 0 Trọng tài: Andy Davies |  |
| Ghi chú: Season was suspended until 3 tháng 4 năm 2020, due to the đại dịch COVID-19. Trận đấu được sắp xếp lại vào ngày 20 tháng 6. |                     |          |                           |                                                                                             |  |

| 27 tháng 6 năm 2020 39 | Barnsley                 | 0-0      | Millwall                  | Barnsley                                                          |  |
| 13:00 BST | Williams 72' · Brown 89' | Chi tiết | Bennett 72' · Molumby 72' | Sân vận động: Oakwell Lượng khán giả: 0 Trọng tài: Jeremy Simpson |  |
| Ghi chú: Season was suspended until 3 tháng 4 năm 2020, due to the đại dịch COVID-19. Trận đấu được sắp xếp lại vào ngày 27 tháng 6. |                          |          |                           |                                                                   |  |

| 30 tháng 6 năm 2020 40 | Barnsley                             | 2-0      | Blackburn Rovers                               | Barnsley                                                           |  |
| 18:00 BST | Simões 39' · Chaplin 58' · Brown 76' | Chi tiết | Brereton 74' · Davenport 90+1' · Chapman 90+3' | Sân vận động: Oakwell Lượng khán giả: 0 Trọng tài: Tony Harrington |  |
| Ghi chú: Season was suspended until 3 tháng 4 năm 2020, due to the đại dịch COVID-19. Trận đấu được sắp xếp lại vào ngày 30 tháng 6. |                                      |          |                                                |                                                                    |  |

| 4 tháng 7 năm 2020 41 | Stoke City                                                | 4-0      | Barnsley | Stoke-on-Trent                                                              |  |
| 15:00 BST | Vokes 8' · Campbell 10', 38', 67' · Powell 31' · Ince 87' | Chi tiết |          | Sân vận động: Sân vận động bet365 Lượng khán giả: 0 Trọng tài: Andy Woolmer |  |
| Ghi chú: Ngày 3 tháng 4, English Football League quyết định hoãn tất cả các trận đấu bóng đá cho đến khi an toàn do đại dịch COVID-19. Trận đấu được sắp xếp lại vào ngày 4 tháng 7. |                                                           |          |          |                                                                             |  |

| 7 tháng 7 năm 2020 42 | Luton Town                                           | 1-1      | Barnsley                                 | Luton                                                                      |  |
| 18:00 BST | Berry 13' 64' · Sluga 16' · Potts 42' · Cranie 90+1' | Chi tiết | Sollbauer 54' · Andersen 63' · Halme 84' | Sân vận động: Kenilworth Road Lượng khán giả: 0 Trọng tài: Dean Whitestone |  |
| Ghi chú: Ngày 3 tháng 4, English Football League quyết định hoãn tất cả các trận đấu bóng đá cho đến khi an toàn do đại dịch COVID-19. Trận đấu được sắp xếp lại vào ngày 7 tháng 7. |                                                      |          |                                          |                                                                            |  |

| 11 tháng 7 năm 2020 43 | Barnsley                | 0-0      | Wigan Athletic                                         | Barnsley                                                      |  |
| 15:00 BST | Mowatt 56' · Simões 64' | Chi tiết | Robinson 38' · Fox 71' · Gelhardt 77' · Williams 90+2' | Sân vận động: Oakwell Lượng khán giả: 0 Trọng tài: David Webb |  |
| Ghi chú: Ngày 3 tháng 4, English Football League quyết định hoãn tất cả các trận đấu bóng đá cho đến khi an toàn do đại dịch COVID-19. Trận đấu được sắp xếp lại vào ngày 11 tháng 7. |                         |          |                                                        |                                                               |  |

| 16 tháng 7 năm 2020 44 | Leeds United                           | 1-0      | Barnsley        | Leeds                                                                 |  |
| 19:45 BST | Sollbauer 28' (l.n.) · Hernández 90+2' | Chi tiết | Sollbauer 90+4' | Sân vận động: Elland Road Lượng khán giả: 0 Trọng tài: Jarred Gillett |  |
| Ghi chú: Ngày 3 tháng 4, English Football League quyết định hoãn tất cả các trận đấu bóng đá cho đến khi an toàn do đại dịch COVID-19. Trận đấu được sắp xếp lại vào ngày 16 tháng 7. |                                        |          |                 |                                                                       |  |

| 19 tháng 7 năm 2020 45 | Barnsley      | 1-0      | Nottingham Forest | Barnsley                                                        |  |
| 15:00 BST | Schmidt 90+4' | Chi tiết | Watson 51'        | Sân vận động: Oakwell Lượng khán giả: 0 Trọng tài: Scott Duncan |  |
| Ghi chú: Ngày 3 tháng 4, English Football League quyết định hoãn tất cả các trận đấu bóng đá cho đến khi an toàn do đại dịch COVID-19. Trận đấu được sắp xếp lại vào ngày 19 tháng 7. |               |          |                   |                                                                 |  |

| 22 tháng 7 năm 2020 46 | Brentford                                | 1-2      | Barnsley                                                | Brentford                                                            |  |
| 19:30 BST | Dasilva 73' · Nørgaard 79' · Jansson 85' | Chi tiết | Styles 41' · Williams 55' · Sollbauer 75' · Oduor 90+1' | Sân vận động: Griffin Park Lượng khán giả: 0 Trọng tài: Robert Jones |  |
| Ghi chú: Ngày 3 tháng 4, English Football League quyết định hoãn tất cả các trận đấu bóng đá cho đến khi an toàn do đại dịch COVID-19. Trận đấu được sắp xếp lại vào ngày 22 tháng 7. |                                          |          |                                                         |                                                                      |  |

### Cúp FA
Lễ bốc thăm Vòng Ba diễn ra trực tiếp trên kênh BBC Two từ Sân vận động Etihad, Micah Richards và Tony Adams dẫn dắt lễ bốc thăm. Lễ bốc thăm vòng Bốn diễn ra dưới sự dẫn dắt của Alex Scott và David O'Leary vào thứ Hai, ngày 6 tháng 1.
| 5 tháng 1 năm 2020 Vòng Ba | Crewe Alexandra | 1–3      | Barnsley                              | Crewe                                                                                 |  |
| 15:00 GMT                  | Green 48'       | Chi tiết | Brown 3' · Chaplin 75' · Thomas 90+4' | Sân vận động: Sân vận động Alexandra Lượng khán giả: 5,158 Trọng tài: James Linington |  |

| 25 tháng 1 năm 2020 Vòng Bốn | Portsmouth                                           | 4-2      | Barnsley                    | Milton                                                                    |  |
| 15:00 GMT                    | Close 37' · Marquis 45+1' · Curtis 62' · Burgess 76' | Chi tiết | Woodrow 60' · Chaplin 90+1' | Sân vận động: Fratton Park Lượng khán giả: 13,286 Trọng tài: Graham Scott |  |

### Cúp EFL
Lễ bốc thăm vòng Một diễn ra vào ngày 20 tháng 6.
| 13 tháng 8 năm 2019 Vòng Một | Barnsley                              | 0–3      | Carlisle United                               | Barnsley                                                         |  |
| 19:45 BST                    | Styles 48' · Andersen 58' · Bähre 83' | Chi tiết | McKirdy 24' · Bridge 58' (ph.đ.) · Thomas 64' | Sân vận động: Oakwell Lượng khán giả: 5,208 Trọng tài: Ben Toner |  |

## Chuyển nhượng

### Chuyển nhượng đến
| Từ ngày             | Vị trí | Quốc tịch | Tên                    | Từ                    | Phí                 | Nguồn  |
| ------------------- | ------ | --------- | ---------------------- | --------------------- | ------------------- | ------ |
| 1 tháng 7 năm 2019  | CB     | Đan Mạch  | Mads Juel Andersen     | AC Horsens            | Không tiết lộ       | [ 15 ] |
| 1 tháng 7 năm 2019  | AM     | Đức       | Mike-Steven Bähre      | Hannover 96           | Không tiết lộ       | [ 16 ] |
| 1 tháng 7 năm 2019  | GK     | Anh       | Bradley Collins        | Chelsea               | Chuyển nhượng tự do | [ 17 ] |
| 1 tháng 7 năm 2019  | GK     | Áo        | Samuel Şahin-Radlinger | Hannover 96           | Chuyển nhượng tự do | [ 18 ] |
| 1 tháng 7 năm 2019  | RW     | Anh       | Luke Thomas            | Derby County          | Không tiết lộ       | [ 19 ] |
| 2 tháng 7 năm 2019  | RB     | Anh       | Toby Sibbick           | AFC Wimbledon         | Không tiết lộ       | [ 20 ] |
| 3 tháng 7 năm 2019  | CB     | Phần Lan  | Aapo Halme             | Leeds United          | Không tiết lộ       | [ 21 ] |
| 5 tháng 7 năm 2019  | CB     | Sénégal   | Bambo Diaby            | KSC Lokeren           | Không tiết lộ       | [ 22 ] |
| 5 tháng 7 năm 2019  | LW     | Anh       | Mallik Wilks           | Leeds United          | Không tiết lộ       | [ 23 ] |
| 8 tháng 7 năm 2019  | CF     | Anh       | Chris Sang             | Bury                  | Chuyển nhượng tự do | [ 24 ] |
| 8 tháng 7 năm 2019  | CM     | Anh       | Keaton Ward            | Mansfield Town        | Chuyển nhượng tự do | [ 24 ] |
| 8 tháng 7 năm 2019  | CM     | Anh       | Alex Wollerton         | Leeds United          | Chuyển nhượng tự do | [ 24 ] |
| 19 tháng 7 năm 2019 | CF     | Anh       | Conor Chaplin          | Coventry City         | Không tiết lộ       | [ 25 ] |
| 8 tháng 8 năm 2019  | RW     | Kenya     | Clarke Oduor           | Leeds United          | Không tiết lộ       | [ 26 ] |
| 8 tháng 8 năm 2019  | CF     | Áo        | Patrick Schmidt        | Admira Wacker Mödling | Không tiết lộ       | [ 27 ] |
| 6 tháng 1 năm 2020  | CM     | Áo        | Marcel Ritzmaier       | Wolfsberger           | Không tiết lộ       | [ 28 ] |
| 24 tháng 1 năm 2020 | CB     | Áo        | Michael Sollbauer      | Wolfsberger           | Không tiết lộ       | [ 29 ] |

### Cho mượn đến
| Từ ngày             | Vị trí | Quốc tịch | Tên            | Từ                | Đến ngày            | Nguồn  |
| ------------------- | ------ | --------- | -------------- | ----------------- | ------------------- | ------ |
| 9 tháng 1 năm 2020  | RB     | Đức       | Kilian Ludewig | Red Bull Salzburg | 30 tháng 6 năm 2020 | [ 30 ] |
| 31 tháng 1 năm 2020 | LM     | Scotland  | Ethan Erhahon  | St Mirren         | 30 tháng 6 năm 2020 | [ 31 ] |

### Cho mượn đi
| Từ ngày              | Vị trí | Quốc tịch   | Tên              | Đến                 | Đến ngày            | Nguồn         |
| -------------------- | ------ | ----------- | ---------------- | ------------------- | ------------------- | ------------- |
| 26 tháng 7 năm 2019  | CF     | Nigeria     | Victor Adeboyejo | Bristol Rovers      | 24 tháng 1 năm 2020 | [ 32 ] [ 33 ] |
| 22 tháng 8 năm 2019  | CF     | Anh         | George Miller    | Scunthorpe United   | 30 tháng 6 năm 2020 | [ 34 ]        |
| 21 tháng 12 năm 2019 | CF     | Anh         | Chris Sang       | Guiseley            | 27 tháng 2 năm 2020 | [ 35 ] [ 36 ] |
| 7 tháng 1 năm 2020   | CM     | Bắc Ireland | Cameron McGeehan | Portsmouth          | 30 tháng 6 năm 2020 | [ 37 ]        |
| 14 tháng 1 năm 2020  | RW     | Anh         | Jordan Green     | Newport County      | 30 tháng 6 năm 2020 | [ 38 ]        |
| 17 tháng 1 năm 2020  | LW     | Anh         | Mallik Wilks     | Hull City           | 30 tháng 6 năm 2020 | [ 39 ]        |
| 24 tháng 1 năm 2020  | CF     | Nigeria     | Victor Adeboyejo | Cambridge United    | 30 tháng 6 năm 2020 | [ 33 ]        |
| 24 tháng 1 năm 2020  | RB     | Anh         | Toby Sibbick     | Heart of Midlothian | 30 tháng 6 năm 2020 | [ 40 ]        |
| 3 tháng 3 năm 2020   | DF     | Anh         | Harry Gagen      | Ossett United       | 30 tháng 6 năm 2020 | [ 41 ]        |

### Chuyển nhượng đi
| Từ ngày             | Vị trí | Quốc tịch  | Tên                 | Đến              | Phí                 | Nguồn         |
| ------------------- | ------ | ---------- | ------------------- | ---------------- | ------------------- | ------------- |
| 1 tháng 7 năm 2019  | FW     | Uruguay    | Mateo Aramburu      | Free agent       | Giải phóng          | [ 42 ]        |
| 1 tháng 7 năm 2019  | CM     | Anh        | Tai-Reece Chisholm  | Free agent       | Giải phóng          | [ 42 ]        |
| 1 tháng 7 năm 2019  | GK     | Wales      | Adam Davies         | Stoke City       | Chuyển nhượng tự do | [ 43 ]        |
| 1 tháng 7 năm 2019  | LB     | Anh        | Zeki Fryers         | Swindon Town     | Giải phóng          | [ 44 ] [ 45 ] |
| 1 tháng 7 năm 2019  | RW     | Wales      | Ryan Hedges         | Aberdeen         | Chuyển nhượng tự do | [ 46 ]        |
| 1 tháng 7 năm 2019  | LW     | Wales      | Lloyd Isgrove       | Swindon Town     | Giải phóng          | [ 44 ] [ 47 ] |
| 1 tháng 7 năm 2019  | CB     | Anh        | Adam Jackson        | Hibernian        | Giải phóng          | [ 44 ] [ 48 ] |
| 1 tháng 7 năm 2019  | CB     | Scotland   | Liam Lindsay        | Stoke City       | Không tiết lộ       | [ 43 ]        |
| 1 tháng 7 năm 2019  | AM     | Anh        | Dan McBeam          | Free agent       | Giải phóng          | [ 42 ]        |
| 1 tháng 7 năm 2019  | MF     | Anh        | Elvis Otim          | Free agent       | Giải phóng          | [ 42 ]        |
| 1 tháng 7 năm 2019  | LB     | Anh        | Cameron Simpson     | Free agent       | Giải phóng          | [ 42 ]        |
| 1 tháng 7 năm 2019  | CB     | Anh        | Will Smith          | Harrogate Town   | Chuyển nhượng tự do | [ 49 ]        |
| 1 tháng 7 năm 2019  | MF     | Anh        | Louis Walsh         | Free agent       | Giải phóng          | [ 42 ]        |
| 1 tháng 7 năm 2019  | RB     | Anh        | Louis Wardle        | Matlock Town     | Giải phóng          | [ 42 ] [ 50 ] |
| 2 tháng 7 năm 2019  | CB     | Anh        | Ethan Pinnock       | Brentford        | Không tiết lộ       | [ 51 ]        |
| 5 tháng 8 năm 2019  | CF     | Wales      | Kieffer Moore       | Wigan Athletic   | Không tiết lộ       | [ 52 ]        |
| 7 tháng 8 năm 2019  | LW     | Israel     | Amir Berkovich      | Maccabi Tel Aviv | Chuyển nhượng tự do | [ 53 ]        |
| 5 tháng 11 năm 2019 | FW     | Anh        | Kieran Feeney       | Lancaster City   | Chuyển nhượng tự do | [ 54 ]        |
| 30 tháng 1 năm 2020 | RM     | Anh        | Dylan Mottley-Henry | Bradford City    | Không tiết lộ       | [ 55 ]        |
| 17 tháng 2 năm 2020 | RB     | Guadeloupe | Dimitri Cavaré      | FC Sion          | Không tiết lộ       | [ 56 ]        |
| 2 tháng 7 năm 2020  | LW     | Anh        | Malik Wilks         | Hull City        | Không tiết lộ       | [ 57 ]        |
| 9 tháng 7 năm 2020  | RB     | Malta      | Lee Ciantar         | Europa Point     | Giải phóng          | [ 58 ]        |